# Ткање бошчи
Ткање бошчи (предње прегаче, кецеље), симболички важног дела традиционалне српске женске народне ношње, део је знања и вештина везаних за традиционалне занате присутне у области Косовског Поморавља. Бошча, прегача, завијач, кицеља или скутача је предња прегача српске женске народне ношње у областима Морава и Крива Река (Косово и Метохија). Бошча је до данас неизоставни део женске народне ношње овога краја.  
Документоване су 104 схеме за мотиве шара на бошчама и свака од њих има име (девет рала, ружа, божур, густи грања, лала, жутобела, цветача, павун...) а по њима носе назив и саме бошче, али постоји и много шара без имена. Свака бошча је уникатна. Верује се да се никада не могу израдити две потпуно исте бошче, јер„ жена дур (док) ткаје мора да погреши макар једну жичку”.  
Вештина ткања бошчи у Косовском Поморављу налази се од 2018. године на листи нематеријалног културног наслеђа Србије.

## Бошча
Бошча је предња прегача (кецеља) правоугаоног облика, равног типа. Овом елементу женске народне ношње се у селима Косовског Поморавља поклања велика пажња. Нарочито су важне приликом свечаности, као што су свадбе и слично, када се оне носе као практично неизоставни елемент свечане ношње главних учесница ових догађаја.

### Бошча као традиционални поклон
Осим за свадбени ритуал, бошче се израђују и за друге прилике. Ткају се за крштење детета, а има и случајева да се ткају за сахрану, када жена у старости припрема одећу у којој жели да након смрти буде сахрањена. Бошче се ткају и као поклон, који се обично дарива приликом свечаних, најчешће свадбених церемонијала. Тада су намењене свекрви, јетрви, заови и другим женским чланицама будућег домаћинства. Свекрва поклања бошчу снаји пре него што ова пређе праг младожењине куће. Невести се бошче поклањају и од стране најближих рођака, онда када их неколико дана после свадбе она посећује.

## Израда бошчи
Ткање бошчи спада у домаће занате, под којима се превасходно подразумева текстилна радиност чији су носиоци женски чланови домаћинства. Бошче се ткају на хоризонталном разбоју. За ткање је најважније постављање, односно сновање основе - затезање памучне нити у одговарајућој ширини, а спрам димензија бошче која се тка. Бошче се обично ткају у три величине: 10, 12, 14. Најчешће се ткају у величини 14, која по висини износи 70 × 60 cm, што одговара просечној висини, односно грађи жена.
Традиционално ткање бошче започиње тако што се у дворишту домаћинства „снове ”– прави се основа на разбоју, и то раде две особе. Прво се одређује тачна дужина основне која се мери у „лактима”. На један крај основе забоде се један дрвени кочић, а на други два. Основа, која је најчешће од памука, мота се око тих кочића. То се касније унесе у кући и „уводи” у разбој (прво у брдо, па у набрдило, па у жичке). После тога се бира потка (утак), а најчешће вуна, памук и кудеља (клашња, пртена), предиво добијено од  конопље. Најстарије сачуване бошче ткане су управо од конопље. 
Израда једне једноставније бошче траје око недељу дана, а за невестину бошчу потребно је и до 15 дана непрестаног рада. Дужина бошче зависи од дужине сукње (доња кошуља), или обрнуто. 

## Материјали и дизајн
До средине 20. века ткале су се од вуне и конопље, а данас се ткају готово искључиво од памука. Израда орнамената најчешће се врши свиленим концем, вуном, срмом и памучним концем разних боја. По ивицама се ушива плетена или куповна чипка "ојама", а у њу се ушивају шљокице (спринке), стаклене перлице (манистра) и новчићи.
Дизајнирање бошчи врши се према „зашарку”. Реч је о традиционалној мустри, састављеној од мотива по којима се орнаментика бошчи тка. Формирање зашарка одувек је представљало производ естетских начела и општеприхваћених симбола заједнице, као и од индивидуалног умећа и креативности ткаља. „Зашарак”, односно мустра, подложан је промени са идејом да се уношењем иновација у његово креирање прилагоди духу актуелног времена. Чест је случај да се међу женама које ткају обично издваја једна која је позната по свом „зашарку”, па га остале ткаље, због његове допадљивости, копирају. Ако ткаља тка по наруџбини није неуобичајено да јој се донесе „зашарак” по којем наручилац жели да му се бошча истка. Шаре на бошчама се израђују „топчањем” – техником провлачења вунице, вуне, срме, сребрне или златне жице у току ткања. Бошче се по ивицама украшавају новчићима, низовима шљокица, плетеном чипком (ојма) или хекланом чипком (накит) у којима су перлице (манистра) и шљокице (спринке, сјајке, сласке). По површини се украшавају новчићима. Постоји 104 врсте бошчи са називом, али и много њих без назива. Назив је исти као шара на њој: голема гривка, мала гривка, змијице у борде, стара јабука, венчики, лисичики (лисја), метличики, синџирчики, решетка, ђувезлика, цветача, дубице, голуби, коњи, ратници или витезови, девет рала, ружа, божур, густи грања, лала, жутобела, цветача, павун (паун), секире половинке, свињски очи или веђа, перуника, црешње...

### Дизајн бошче према намени
Који ће се „зашарак” користити за израду бошче зависи и од статуса и старости жене за коју се она тка: 
- За девојке до удаје ткају се бошче беле боје, обрубљене чипком, са претежно биљним орнаментима по којима се ове бошче називају лала, лисчики, венчики, густо грање, божури, руже и слично. У Косовској Каменици девојачке бошче су имале цветне шаре "решетке", везене плавим, наранџастим или црвеним концем.
- За невесте се ткају бошче које имају биљне орнаменте, а у Гњилану обавезно имају цветне шаре "решетке", рађене белим концем на вертикалним црвеним пругама, док у Косовској Каменици имају решетке везене црвеним или наранџастим концем на белој површини.
- Бошче које се ткају за млађе удате жене светлих су боја, са мотивима накита добијеног као свадбени дар и називају се према њему мала гривка, голема гривка и слично, али се често срећу и "решетке".
- Орнаменти на бошчама удатих жена које су већ мајке геометријски су и флорални, са нијансама црвене боје, због чега се зову алена ситна, алене руже, ђувезлика.
- Бошче млађих свекрва, које жене првог сина, богато су украшене биљним орнаментима. Зову се лисја, гранчики (густи грања), итд.
- За свекрве у зрелијим годинама ткају се бошче тамније боје са биљним и зооморфним мотивима, по којима су назване стара јабука, коњи, дубице, змица у борде, рипчики борде, као и са стилизованим фигурама предмета традиционалне културе: метличики, синђирчики и слчно.[2]

- Девојачка бошча паун (почетак 20. века, село Доње Кормињане код Косовске Каменице)
- Девојачка бошча божур (друга половина 20. века, околина Гњилана)
- Девојачка бошча са шарама решетке и голуби (Доња Будрига код Гњилана, почетак 20. века)
- Везена девојачка бошча (Тиринце код Косовске Каменице)
- Девојачка бошча божур и ружа (Божевце код Косовске Каменице)
- Девојачка бошча голуби (околина Гњилана)
- Бошча цветача (19. век, околина Гњилана)
- Невестињска бошча сас решетке (околина Гњилана, 20. век)
- Бошча удате жене (19. век, околина Гњилана)
- Бошча удате жене са шарама решетке (почетак 20. века)
- Бошча удате жене (околина Косовске Каменице)
- Доњи део бошче удате жене (Косовска Каменица)
- Бошча сас решетке (околина Косовске Каменице)
- Бошча секире и секире половинке (околина Гњилана, крај 19. или почетак 20. века)

### Специфичности дизајна према областима
Површина и шаре на бошчама разликују се и по томе из ког дела Косовског Поморавља потичу. Према области где су настале деле се на криворечке, доњоморавске, горњоморавске, планинске и гиланске.
- Криворечке бошче носе се у источном делу области Новобрдска Крива Река, у општини Косовска Каменица. Оне су великог обима, увек су беле боје и имају цветне шаре на себи. Увек су богато украшене и код сиромашних и код богатих породица. Овде је најпознатија „бошча сас решетке”, код које девојачке и невестинске бошче имају шаре зване решетке. За овај крај карактеристична је још једна врста бошче: завијач или кицеља. Она је црне или тамноплаве боје, са везеним цветним шарама по ивицама.
- Доњоморавске бошче носе се у данашњој општини Ранилуг, од села Божевце до села Ранилуг. Оне су веома сличне криворечким, али у овом крају постоји још једна врста – „бошча на једно крајче”. Те бошче имају хоризонтално уткане пруге, а само на доњем делу имају цветне шаре, по чему су и добиле тај назив. Најпознатије бошче у овом крају су оне са ружама и решеткама.
- Горњоморавске бошче се носе у околини Витине, у западном делу Горње Мораве. Оне су мале површине, уске и дужине до колена. На себи имају ситне цветне шаре, а ако имају и пруге, оне су вертикалне.
- Гиланске бошче се носе у источној Горњој Морави, у околини Гњилана, које се овде назива Гилане. Оне су врло шарене. Ако имају пруге, вертикалне су. На њима се могу видети разне шаре, од биљака и животиња, преко геометријских облика, предмета који се користе у свакодневном животу, накита, па све до људи.
- Планинске бошче карактеристичне су у западном делу Криве Реке, који се назива Планина (по Великој планини и Малој планини на којима се налазе махале Новог Брда). Носе их жене у околини Новог Брда и у селима Драговац и Сливово у околини Приштине. Оне су сличне криворечким бошчама, али су им цветне шаре крупније. Најпознатија у овом крају је бошча јоргована (љубичаста бошча).

## Очување традиције
Ова вештина је у Косовском Поморављу до данас сачувана преношењем са генерације на генерацију, а своју виталност је задржала захваљујући значају који становништво овог подручја приписује бошчи као симболички важном делу традиционалне женске ношње, посебно са аспекта њене улоге као чиниоца идентитета заједнице.
Поклоњене бошче брижљиво се чувају, и преносе са генерације на генерацију, тако да у селима Косовског Поморавља данас практично нема куће без мноштва бошчи добијених на дар које се третирају као породична вредност од великог симболичког значаја.
Године 2018. вештина ткања бошчи је, на предлог Института за српску културу Приштина – Лепосавић, уписана у Национални регистар нематеријалног културног наслеђа Србије.